# Karol Stryjski
Karol Józef Stryjski (ur. 20 marca 1947 w Brzozowicach, zm. 17 lipca 2017) – polski pisarz, politolog, historyk i ekonomista, pracownik naukowy.

## Życiorys
Studiował historię na Wydziale Nauk Społecznych na Uniwersytecie Śląskim w Katowicach, następnie w 1979, na tej samej uczelni, obronił doktorat z dziedziny politologii. Zadebiutował jako publicysta na łamach „Poglądów”. Następnie pracował w szkolnictwie wyższym, m.in. jako adiunkt Międzyuczelnianego Instytutu Nauk Politycznych Uniwersytetu Łódzkiego, a od 2014 w Uczelni Nauk Społecznych. Jako pisarz zadebiutował w 1984 I tomem sagi Horynieccy. Jest autorem łącznie 9 powieści. Działalność literacką łączył z publicystyka naukową, pisząc książki z zakresu politologii i dziennikarstwa.
Był członkiem i sekretarzem Oddziału Łódzkiego Związku Literatów Polskich. Był członkiem sekretariatu Komitetu Łódzkiego Polskiej Zjednoczonej Partii Robotniczej (PZPR), a następnie członkiem prezydium Rady Naczelnej Socjaldemokracji Rzeczypospolitej Polskiej oraz przewodniczącym Rady Łódzkiej SdRP. Zrzekł się swojej funkcji w partii, na znak protestu wobec Leszka Millera i Mieczysława Rakowskiego, w związku z tzw. pożyczką moskiewską. Po przeciwstawieniu się Leszkowi Millerowi miał otrzymywać pogróżki oraz wytykano jego domniemane żydowskie pochodzenie. Kandydował bez powodzenia do Sejmu kolejno w latach 1989 (z ramienia PZPR), 1991 (z listy Sojuszu Lewicy Demokratycznej (SLD) i 1993 (z listy Unii Pracy).
Został pochowany na cmentarzu katolickim w Strykowie.

## Wyniki wyborcze
| Wybory | Komitet wyborczy | Komitet wyborczy                     | Organ                                             | Okręg | Wynik           |
| ------ | ---------------- | ------------------------------------ | ------------------------------------------------- | ----- | --------------- |
| 1989   |                  | Polska Zjednoczona Partia Robotnicza | Sejm Polskiej Rzeczypospolitej Ludowej X kadencji | 61    | 11 951 (10,06%) |
| 1991   |                  | Sojusz Lewicy Demokratycznej         | Sejm Rzeczypospolitej Polskiej I kadencji         | 4     | 3847 (1,00%)    |
| 1993   |                  | Unia Pracy                           | Sejm Rzeczypospolitej Polskiej II kadencji        | 9     | 5453            |

## Odznaczenia
- Odznaka „Za zasługi dla Miasta Łodzi” (2004)[11]

## Publikacje
- Stryjski K.J., Horynieccy, t. 1, Wydawnictwo Łódzkie, 1984, ISBN 978-83-218-0697-6
- Stryjski K.J., Horynieccy, t. 2, Wydawnictwo Łódzkie, 1988, ISBN 978-83-218-0293-0
- Stryjski K.J., Czas przeszły niedoskonały, KAW, 1986, ISBN 978-83-03-01251-7
- Stryjski K.J., Są jeszcze sprawy drobne, Wydawnictwo Łódzkie, 1986, ISBN 978-83-218-0466-8
- Stryjski K.J., Bohater Dobrej Ziemi, Wyd. Łódzkie, 1987, ISBN 978-83-218-0553-5
- Stryjski K.J., Ostatni dzień Ryby, Wyd. Łódzkie, 1990, ISBN 978-83-218-0807-9
- Stryjski K.J., Bałkańska knajpa, 1995[2],
- Stryjski K.J., Zarys teorii stosunków międzynarodowych, Wyższa Szkoła Studiów Międzynarodowych, 2000, ISBN 978-83-88504-07-5
- Stryjski K.J., Międzynarodowe stosunki polityczne: wybrane zagadnienia, WSSM, 2003, ISBN 978-83-88504-19-8
- Stryjski K.J., Prognozowanie i symulacje międzynarodowe, WSSM, 2004, ISBN 978-83-88504-27-3
- Stryjski K.J., Kultura mediów, kultura w mediach, 2011[2],
- Stryjski K.J., Uczucia i pragnienia, Warszawska Firma Wydawnicza, 2014, ISBN 978-83-7805-481-8
- Stryjski K.J., Cztery dekady i pół: szkice z dziejów Polski Ludowej, Wydawnictwo Naukowe Sophia, 2017, ISBN 978-83-65357-54-0
- Stryjski K.J., Zapomnieć, 2018[2].